# Championnats d'Afrique de trampoline
Les championnats d'Afrique de trampoline sont une compétition sportive continentale de gymnastique rythmique organisée par l'Union africaine de gymnastique.

## Liste des championnats
| Édition | Année | Lieu                |
| ------- | ----- | ------------------- |
| 7       | 2002  | Alger               |
| 8       | 2004  | Thiès               |
| 9       | 2006  | Le Cap              |
| 10      | 2008  | Walvis Bay          |
| 11      | 2010  | Walvis Bay          |
| 12      | 2012  | Pretoria            |
| 13      | 2014  | Walvis Bay          |
| 14      | 2016  | Walvis Bay          |
| 15      | 2018  | Le Caire            |
| 16      | 2021  | Swakopmund Le Caire |
| 17      | 2023  | Marrakech           |
| 18      | 2024  | Bizerte             |